# Blackburneus vadoni
Blackburneus vadoni är en skalbaggsart som beskrevs av Bordat 1986. Blackburneus vadoni ingår i släktet Blackburneus och familjen Aphodiidae. Inga underarter finns listade.